# День рождения бабушки
«День рождения бабушки» — советский рисованный мультипликационный фильм, созданный в 1981 году режиссёром-мультипликатором Владимиром Арбековым.

## Сюжет
Мультфильм о том, как мальчик Серёжа и его друзья думали, что подарить своей бабушке на день рождения. Позже оказалось, что главным подарком для бабушки являются не вещи, а труд детей.

## Над фильмом работали
- Автор сценария: Виталий Злотников
- Кинорежиссёр: Владимир Арбеков
- Художник-постановщик: Владимир Соболев
- Кинооператор: Борис Котов
- Композитор: Ираклий Габели
- Звукооператор: Борис Фильчиков
- Редактор: Пётр Фролов
- Художники-мультипликаторы: Владимир Шевченко, Владимир Зарубин, Иосиф Куроян, Виолетта Колесникова, Антонина Алёшина
- Директор съёмочной группы: Нинель Липницкая

### Роли озвучивали
- Тамара Дмитриева — Серёжа,
- Людмила Гнилова — Рыжик,
- Зинаида Нарышкина — Бабушка,
- Владимир Сошальский — пёс Джек